# Форест Гроув (Орегон)
Форест Гроув (енгл. Forest Grove) град је у америчкој савезној држави Орегон.

## Демографија
По попису из 2010. године број становника је 21.083, што је 3.375 (19,1%) становника више него 2000. године.
| Група             | 2000.          | 2010.          |
| Белци             | 13.669 (77,2%) | 14.796 (70,2%) |
| Афроамериканци    | 77 (0,4%)      | 164 (0,8%)     |
| Азијати           | 374 (2,1%)     | 556 (2,6%)     |
| Хиспаноамериканци | 3.065 (17,3%)  | 4.874 (23,1%)  |
| Укупно            | 17.708         | 21.083         |